# Енин, Евгений Юрьевич
Евге́ний Ю́рьевич Е́нин (род. 1 октября 1969 года, Кокчетав, Казахская ССР) — российский журналист, теле- и радиоведущий, публицист, блогер. Неоднократный финалист национального телевизионного конкурса «ТЭФИ», неоднократный победитель всероссийского телевизионного конкурса «ТЭФИ-Регион». Член Академии Российского телевидения (с 2007 года).

## Биография
Евгений Енин родился 1 октября 1969 года в городе Кокчетаве (Казахская ССР).
В 1995 году окончил факультет журналистики Уральского государственного университета имени А. М. Горького (УрГУ) с отличием.
До этого, в 1987 году поступил на радиотехнический факультет Омского политехнического института (ОмПИ), где проучился один курс. В 1988 году окончил радиошколу ДОСААФ, получив специальность — «мастер по ремонту телерадиоаппаратуры (чёрно-белых телевизоров)». Имеет диплом токаря-фрезеровщика.

## Профессиональная деятельность
С 1988 по 1989 год — в телерадиокомитете Кокчетавской области (Казахская ССР). В течение 2,5 месяцев — главный редактор молодёжных программ, затем — переведён на должность ведущего радиопередач.
С 1991 по 2002 год — на радиостанции «Студия Город» (Екатеринбург) — комментатор, политический обозреватель, продюсер — занимался полным циклом подготовки, оформления и монтажа программ.
С 1996 по 2017 год — в телекомпании «Четвертый канал» (Екатеринбург). Ведущий программ: ежедневной разговорной — «Стенд» (с 1996 по сентябрь 2017 года), информационно-аналитических — «Новости. Итоги недели» (с 2001 по сентябрь 2017 года) и «Что это было» (совместно с Маргаритой Балакирской) (с октября 2013 по август 2017 года). Был автором и ведущим программы «Смотритель» (с 1998 по 2003 год). Занимал должность заместителя директора телекомпании.
С 1999 по 2010 год — преподаватель факультета журналистики Гуманитарного университета (Екатеринбург), авторский курс «Разговорная программа».
С 2006 года — колумнист журнала-телегида «ТелеШоу».
С 2007 года — член Академии Российского телевидения.
С марта 2017 по 12 марта 2020 года — заместитель руководителя — начальник отдела по агитационно-пропагандистской работе исполнительного комитета свердловского регионального отделения партии «Единая Россия».
С 16 октября 2017 года — на телеканале «Областное телевидение» (ОТВ) (Екатеринбург), ведущий ежедневной разговорной программы «События. Акцент с Евгением Ениным».
С 2021 года ведет программу "Итоги недели с Евгением Ениным" на радиостанции "Комсомольская Правда. Екатеринбург"
Принимал участие в съёмках документальных фильмов в качестве ведущего.

## Награды и премии

### «ТЭФИ-Регион»
- 2003 — в номинации «Еженедельная публицистическая программа» — программа «Итоги недели»
- 2005, 2006 — в номинации «Ведущий информационно-аналитической программы»
- 2005, 2012, 2013[19] — в номинации «Интервьюер»
- 2006, 2010 — в номинации «Еженедельная информационно-аналитическая программа» — программа «Итоги недели»

### Всероссийский фестиваль русской речи «Русское слово»
- 2004 — в номинации «За профессиональное владение русским языком и высокую речевую культуру»

### Всероссийский конкурс регионального телевидения «Время действовать»
- 2004 — в номинации «Кто мы? Какие мы? Время понять» — программа «Итоги недели»

### Фестиваль региональных телекомпаний «Вся Россия»
- 1997 — в номинации «Лучший ведущий»
- 1998 — специальный приз жюри «За профессионализм»

### Другие
- 2020 — премия «Золотое перо России» Союза журналистов России в номинации «За профессиональное мастерство» — за публицистическое осмысление региональных проблем[20]
- Участник, победитель, член жюри профессионального конкурса международного мультимедийного фестиваля «Живое слово»
- Неоднократный обладатель профессиональной премии в области журналистики «Золотая акула»[21]

## Увлечения
Дайвинг (дайвер PADI Advanced OWD, Dry suit и Enriched Air, DIP 40), фотография, стрельба из лука.

## Фильмография
| Год  |     | Название                     | Роль    |
| ---- | --- | ---------------------------- | ------- |
| 2008 | док | Ключи от города              | ведущий |
| 2009 | док | Екатеринбург. Легенды и мифы | ведущий |